# Scottie Pippen
Scotty Maurice Pippen (Hamburg, Arkansas, 25 de septiembre de 1965), comúnmente escrito como Scottie Pippen, es un exjugador de baloncesto estadounidense que disputó 17 temporadas en la NBA. Con 2,03 metros de altura, jugaba en la posición de alero.
Fue escogido por los Seattle Supersonics en el puesto 5 de la primera ronda del draft de 1987, pero inmediatamente se traspasaron sus derechos a los Chicago Bulls a cambio de Olden Polynice y una posterior elección del draft condicional. Con los Bulls pasó dos ciclos, la primera desde 1987 hasta 1998 y la segunda, entre 2003 y 2004. En el medio jugó en los Houston Rockets en la temporada 1998-1999 y en los Portland Trail Blazers desde 1999 hasta 2003.
Obtuvo seis anillos de la NBA (1991, 1992, 1993, 1996, 1997 y 1998), fue elegido 7 veces en el mejor quinteto de la liga y 8 veces elegido en el mejor quinteto defensivo. Es uno de los 50 mejores jugadores de la historia de la NBA, elegido también en el equipo del 75 aniversario y participó en siete ediciones del All-Star Game de la NBA.
Scottie representó a su selección nacional, y logró la medalla de oro en los Juegos Olímpicos de 1992 y 1996.

## Carrera

### Universidad
Creció en Arkansas, donde asistió a la universidad en la Universidad de Arkansas Central. Asistir a una universidad menor, fuera del circuito NCAA hizo que hubiese algunas sospechas sobre su rendimiento al máximo nivel, pero su capacidad defensiva y polivalencia jugaron a su favor y un último año en la Universidad espectacular con promedios de 26,3 puntos y 10 rebotes le llevaron a una buena elección en el draft.

### Profesional

#### Chicago Bulls

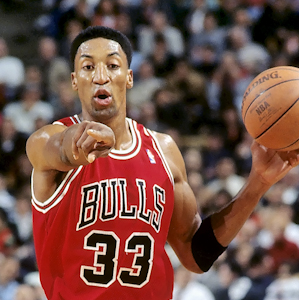
Pippen con los Bulls en 1995.

Fue elegido por los Seattle Supersonics en el 5.º lugar del Draft de la NBA de 1987, pero Jerry Krause, Director de Operaciones de los Bulls ya se había fijado en el joven talento de Pippen y no tardó en acordar un traspaso que llevara al de Arkansas a recalar en Chicago.
La apuesta de los Bulls tuvo una respuesta inmediata, saliendo desde el banquilló promedió 7,9 puntos, 3,8 rebotes y 2,1 asistencias ayudando al equipo de Chicago a alcanzar la segunda ronda de Playoff por primera vez en la última década. Cayeron 4-1 en su eliminatoria contra los Pistons de Isiah Thomas pero había motivos para estar contento, el futuro de Pippen y los Bulls se presentaba inmejorable con un equipo joven y de gran talento.
En los siguientes años Pippen continúa su progresión dentro del equipo y se establece como segundo jugador tras Michael Jordan. En 1990 se reconoce su valía siendo seleccionado para el All-Star Game de la NBA por primera vez y finalmente logran su primer título en 1991 ante Los Angeles Lakers. Pippen junto a su gran amigo Jordan forman una pareja imparable que llevará a los Bulls a alzarse con 3 campeonatos consecutivos entre 1991 y 1993.
La sorprendente retirada de Jordan al final de la temporada 1993 deja a Pippen con la posibilidad de demostrar que es algo más que un buen complemento para Jordan. Sin la alargada sombra de "Air" sobre él, en la temporada 93-94 despliega su mejor juego liderando a los Bulls en prácticamente todos los apartados ofensivos y defensivos, consigue el MVP del All-Star y es un serio candidato al MVP de la temporada regular. Llevó a los Bulls a una marca en la temporada de 55-27, superaron la primera ronda con facilidad ante los Cleveland Cavaliers por 3-0 y cayeron en un ajustado 4-3 contra los New York Knicks que contaban con el factor campo a su favor.
Durante esta eliminatoria se produjo el suceso más rocambolesco de la vida profesional de Pippen. A falta de 1,8 segundos para el final del tercer partido ante los Knicks, con el marcador igualado a 102 y 2-0 abajo en la serie para los Bulls Phil Jackson, entrenador de Chicago solicita un tiempo muerto para preparar la jugada. Para sorpresa de todos Pippen, indiscutible líder del equipo, no es el elegido para hacer este último lanzamiento sino que Jackson decide que sea Toni Kukoč quien lance. El enfado de Pippen es tal que se niega a entrar a la pista para esa última jugada, se sienta en el banquillo y con gesto contrariado presencia la jugada. Kukoc recibe el balón a algo más de 6 metros de la canasta, lanza y anota. Todo son caras de alegría en los Bulls... excepto en Pippen y Jackson.
Tras este momento de tensión Jerry Krause empieza a barajar la opción de traspasar a Pippen a Seattle a cambio de Shawn Kemp pero la vuelta a mitad de temporada 94-95 de Jordan con los Bulls hace que las aguas vuelvan a su cauce. En esta temporada los Bulls vuelven a caer en segunda ronda, esta vez ante los Orlando Magic liderados por Shaquille O'Neal y Anfernee Hardaway. Aun con Jordan de vuelta, los Bulls y Pippen se ven por segundo año consecutivo fuera de la lucha por el título.
Al año siguiente la llegada de Dennis Rodman y con Pippen y Jordan en gran forma consiguen un hito histórico, una marca de 72-10 en la fase regular que es la segunda mejor marca de la NBA (73-9 es la mejor marca, obtenida el 14 de abril de 2016 por Golden State Warriors). Con este equipo como base ayudados por jugadores como Toni Kukoč, Ron Harper, Luc Longley y Steve Kerr principalmente, los Bulls consiguen de nuevo 3 campeonatos consecutivos entre 1996 y 1998.

#### Houston
A pesar de estos éxitos deportivos el desacuerdo entre los jugadores y Jerry Krause es manifiesto y al final de la temporada 1998 el equipo queda totalmente desmembrado. Michael Jordan anuncia una nueva retirada del baloncesto, Dennis Rodman pone rumbo hacia los Lakers y Pippen es traspasado a los Houston Rockets durante la temporada del "lockout" (bloqueo) a cambio de Roy Rogers y una ronda del draft condicional. La llegada a los Rockets de Pippen, que ya contaban con Hakeem Olajuwon y Charles Barkley parece ponerlos como firmes candidatos al título pero en esta atípica temporada solo consiguen un récord de 31-19 y caen en primera ronda de playoff ante los Lakers por 3-1. Su mala relación con Barkley le lleva a abandonar el equipo ese verano siendo traspasado a los Portland Trail Blazers a cambio de Kelvin Cato, Stacey Augmon, Walt Williams, Brian Shaw, Ed Gray y Carlos Rogers.

#### Portland y retirada
Es la temporada 1999-2000 en Portland y un ya veterano Pippen ayuda al equipo a alcanzar la final de la Conferencia Oeste donde caen en un apretado 4-3 contra los Lakers, del club y su cargo lo ocupaba el antiguo compañero de Pippen en los Bulls, John Paxson, que le ofrece la vuelta a Chicago con un papel de apoyar y enseñar a unos jóvenes que deben ser el futuro del equipo.
Pasaría cuatro temporadas en Portland antes de regresar a Chicago donde su papel fue meramente testimonial, participando en 23 partidos y con muchos problemas de lesiones a lo largo de la campaña y anunciando su retirada al final del año a la edad de 39 años.

### Tras su retirada

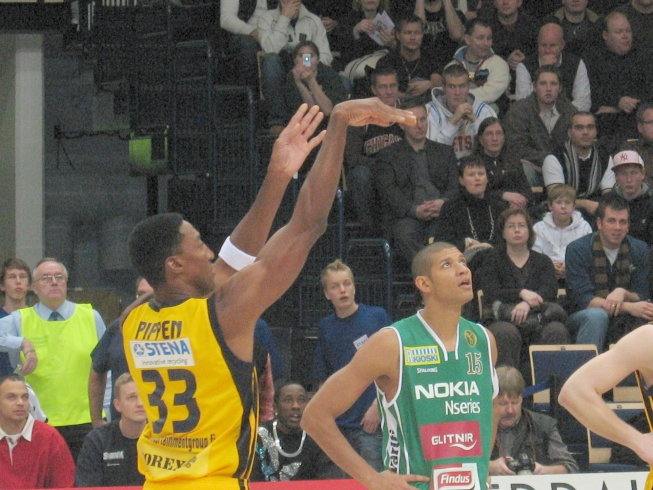
Pippen jugando en Europa (2008).

En 2007, Pippen hizo un amago de volver a la competición, afirmando su deseo de volver a jugar para un equipo aspirante al título, para conseguir su séptimo anillo. Pippen estuvo entrenando durante el invierno en Fort Lauderdale, Florida para poder volver a la liga. Dwyane Wade, el que fuera MVP de las últimas Finales con Miami Heat, le agradó la idea de jugar con Pippen: "I'm already playing with [Gary] Payton and Shaq, two guys I used to play with on video games. To add Scottie Pippen to the mix, that would be crazy."
En enero de 2008, Pippen hizo una pequeña incursión en el baloncesto profesional a la edad de 42 años, cuando hizo un tour por Escandinavia, donde jugó dos partidos para el Torpan Pojat (ToPo) de la Liga finesa, y un partido con el Sundsvall Dragons de la Liga sueca.
El 15 de julio de 2010, volvió a la disciplina de Chicago como embajador del equipo.
En 2012, fue nombrado consejero de Michael Reinsdorf, presidente y COO de los Bulls.
El 9 de diciembre de 2005 su número fue retirado por la franquicia de Illinois y pasó a unirse al 23 de Jordan, al 4 de Jerry Sloan y al 10 de Bob Love.

### Selección nacional
Fue internacional con la selección de baloncesto de Estados Unidos, con la que participó en los Juegos Olímpicos de Barcelona 1992 y Atlanta 1996, donde consiguió el oro olímpico, formando parte del Dream Team. También ganaron el Campeonato FIBA Américas de 1992.

## Estadísticas de su carrera en la NBA
|  | Indica temporada en la que fue Campeón de la NBA |
|  | Líder de la liga                                 |

### Temporada regular
| Año      | Equipo   | PJ    | PT    | MPP  | %TC  | %3P  | %TL  | RPP | APP | ROB | TPP | PPP  |
| -------- | -------- | ----- | ----- | ---- | ---- | ---- | ---- | --- | --- | --- | --- | ---- |
| 1987-88  | Chicago  | 79    | 0     | 20.9 | .463 | .174 | .576 | 3.8 | 2.1 | 1.2 | .7  | 7.9  |
| 1988-89  | Chicago  | 73    | 56    | 33.1 | .476 | .273 | .668 | 6.1 | 3.5 | 1.9 | .8  | 14.4 |
| 1989-90  | Chicago  | 82    | 82    | 38.4 | .489 | .250 | .675 | 6.7 | 5.4 | 2.6 | 1.2 | 16.5 |
| 1990-91  | Chicago  | 82    | 82    | 36.8 | .520 | .309 | .706 | 7.3 | 6.2 | 2.4 | 1.1 | 17.8 |
| 1991-92  | Chicago  | 82    | 82    | 38.6 | .506 | .200 | .760 | 7.7 | 7.0 | 1.9 | 1.1 | 21.0 |
| 1992-93  | Chicago  | 81    | 81    | 38.6 | .473 | .237 | .663 | 7.7 | 6.3 | 2.1 | .9  | 18.6 |
| 1993-94  | Chicago  | 72    | 72    | 38.3 | .491 | .320 | .660 | 8.7 | 6.6 | 2.9 | .8  | 23.0 |
| 1994-95  | Chicago  | 79    | 79    | 38.2 | .480 | .345 | .716 | 8.1 | 5.2 | 2.9 | 1.1 | 21.4 |
| 1995-96  | Chicago  | 77    | 77    | 36.7 | .463 | .374 | .679 | 6.4 | 5.9 | 1.7 | .7  | 19.4 |
| 1996-97  | Chicago  | 82    | 82    | 37.7 | .474 | .368 | .701 | 6.5 | 5.7 | 1.9 | .6  | 20.2 |
| 1997-98  | Chicago  | 44    | 44    | 37.5 | .447 | .318 | .777 | 5.2 | 5.8 | 1.8 | 1.0 | 19.1 |
| 1998-99  | Houston  | 50    | 50    | 40.2 | .432 | .340 | .721 | 6.5 | 5.9 | 2.0 | .7  | 14.5 |
| 1999-00  | Portland | 82    | 82    | 33.5 | .451 | .327 | .717 | 6.3 | 5.0 | 1.4 | .5  | 12.5 |
| 2000-01  | Portland | 64    | 60    | 33.3 | .451 | .344 | .739 | 5.2 | 4.6 | 1.5 | .6  | 11.3 |
| 2001-02  | Portland | 62    | 60    | 32.2 | .411 | .305 | .774 | 5.2 | 5.9 | 1.6 | .6  | 10.6 |
| 2002-03  | Portland | 64    | 58    | 29.9 | .444 | .286 | .818 | 4.3 | 4.5 | 1.6 | .4  | 10.8 |
| 2003-04  | Chicago  | 23    | 6     | 17.9 | .379 | .271 | .630 | 3.0 | 2.2 | .9  | .4  | 5.9  |
| Total    | Total    | 1,178 | 1,053 | 34.9 | .473 | .326 | .704 | 6.4 | 5.2 | 2.0 | .8  | 16.1 |
| All-Star | All-Star | 7     | 6     | 24.7 | .442 | .318 | .625 | 5.6 | 2.4 | 2.4 | .9  | 12.1 |

### Playoffs
| Año   | Equipo   | PJ  | PT  | MPP  | %TC  | %3P  | %TL   | RPP  | APP | ROB | TPP | PPP  |
| ----- | -------- | --- | --- | ---- | ---- | ---- | ----- | ---- | --- | --- | --- | ---- |
| 1988  | Chicago  | 10  | 6   | 29.4 | .465 | .500 | .714  | 5.2  | 2.4 | .8  | .8  | 10.0 |
| 1989  | Chicago  | 17  | 17  | 36.4 | .462 | .393 | .640  | 7.6  | 3.9 | 1.4 | .9  | 13.1 |
| 1990  | Chicago  | 15  | 14  | 40.8 | .495 | .323 | .710  | 7.2  | 5.5 | 2.1 | 1.3 | 19.3 |
| 1991  | Chicago  | 17  | 17  | 41.4 | .504 | .235 | .792  | 8.9  | 5.8 | 2.5 | 1.1 | 21.6 |
| 1992  | Chicago  | 22  | 22  | 40.9 | .468 | .250 | .761  | 8.8  | 6.7 | 1.9 | 1.1 | 19.5 |
| 1993  | Chicago  | 19  | 19  | 41.5 | .465 | .176 | .638  | 6.9  | 5.6 | 2.2 | .7  | 20.1 |
| 1994  | Chicago  | 10  | 10  | 38.4 | .434 | .267 | .885  | 8.3  | 4.6 | 2.4 | .7  | 22.8 |
| 1995  | Chicago  | 10  | 10  | 39.6 | .443 | .368 | .676  | 8.6  | 5.8 | 1.4 | 1.0 | 17.8 |
| 1996  | Chicago  | 18  | 18  | 41.2 | .390 | .286 | .638  | 8.5  | 5.9 | 2.6 | .9  | 16.9 |
| 1997  | Chicago  | 19  | 19  | 39.6 | .417 | .345 | .791  | 6.8  | 3.8 | 1.5 | .9  | 19.2 |
| 1998  | Chicago  | 21  | 21  | 39.8 | .415 | .228 | .679  | 7.1  | 5.2 | 2.1 | 1.0 | 16.8 |
| 1999  | Houston  | 4   | 4   | 43.0 | .329 | .273 | .808  | 11.8 | 5.5 | 1.8 | .8  | 18.3 |
| 2000  | Portland | 16  | 16  | 38.4 | .419 | .300 | .743  | 7.1  | 4.3 | 2.0 | .4  | 14.9 |
| 2001  | Portland | 3   | 3   | 39.0 | .421 | .176 | .667  | 5.7  | 2.3 | 2.7 | .7  | 13.7 |
| 2002  | Portland | 3   | 3   | 33.0 | .409 | .545 | .875  | 9.3  | 5.7 | 1.3 | .7  | 16.3 |
| 2003  | Portland | 4   | 1   | 18.8 | .409 | .333 | 1.000 | 2.8  | 3.3 | .0  | .0  | 5.8  |
| Total | Total    | 208 | 200 | 39.0 | .444 | .303 | .724  | 7.6  | 5.0 | 1.9 | .9  | 17.5 |

## Vida personal

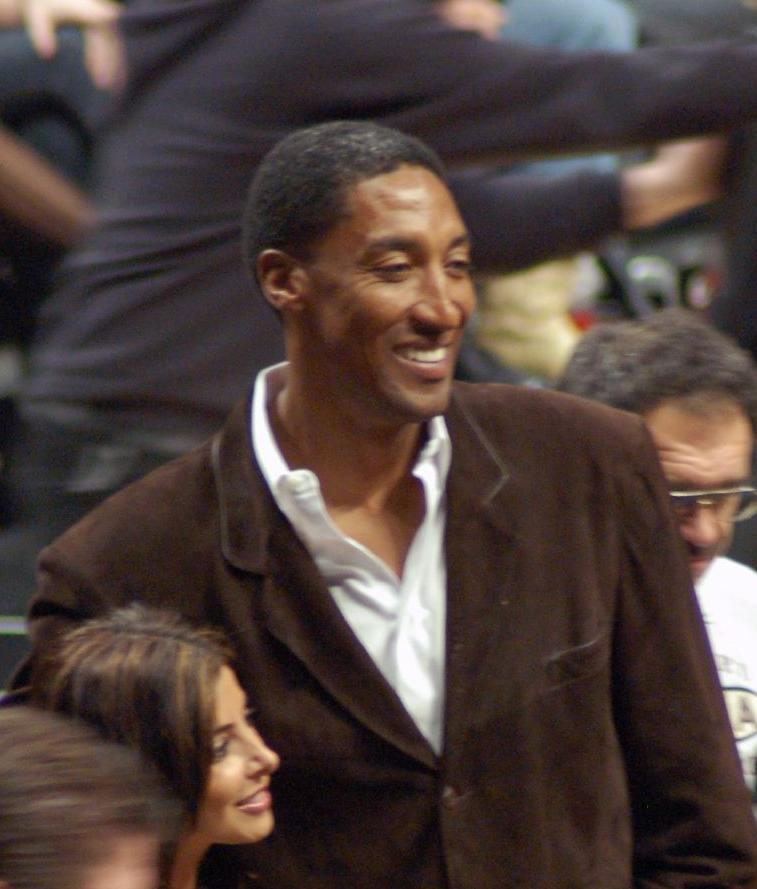
Pippen y su mujer Larsa en 2006.

A pesar de que su nombre fue escrito como "Scotty" en su partida de nacimiento, Pippen normalmente usa "Scottie".
Pippen se casó dos veces, primero con Karen McCollum en 1988, con la que tuvo un hijo, Antron (1987-2021), antes de divorciarse en 1990. El 19 de abril de 2021, se anunciaba el fallecimiento de Antron, a los 33 años.
Luego se casó con la actriz de Real Housewives of Miami Larsa Younan en 1997, con la que tiene cuatro hijos: Scotty Jr. (2000), Preston (2002), Justin (2005), y Sophia (2008). Se divorciaron en 2018 tras 11 años de matrimonio. Su hijo, Scotty Jr. jugó con los Commodores de la Universidad de Vanderbilt en 2019 y luego fue profesional en la NBA. Y Sophia, que es modelo, apareció en la primera temporada de Dancing with the Stars: Juniors (2018).
Antes de comenzar con Larsa, Pippen tuvo una hija llamada Sierra (1995) de una relación con Yvette De Leon, y un hijo llamado Taylor (1994) con Sonya Roby. Taylor jugó al voleibol en la Southern Illinois University y actualmente es contable en Chicago. 
Su sobrino, Kavion Pippen, tras no ser elegido en el Draft de la NBA de 2019, se marchó a jugar al baloncesto al Étoile Sportive de Radès en Túnez.
Al retirarse del baloncesto se unió al golf, y jugó con otras leyendas de los Chicago Bulls como Michael Jordan y Toni Kukoč.

## Logros y reconocimientos

### Títulos NBA
- Chicago Bulls (6): 1991, 1992, 1993, 1996, 1997 y 1998.

### Selección
- Campeonato FIBA Américas de 1992
- Preolímpico Barcelona 1992 (USA 111, Francia 71; 21 de julio de 1992)
- Juegos Olímpicos Barcelona 1992
- Juegos Olímpicos Atlanta 1996
- Open McDonald's 1997 (no jugó por estar lesionado)

### Distinciones individuales
- Líder en robos (2,94 rpp, 1995)
- Segundo en la clasificación de robos de balón de postemporada de todos los tiempos (395).
- Décimo en partidos jugados de postemporada (208).
- 3 veces en el mejor quinteto de la NBA de manera consecutiva. (1994, 1995, 1996).
- 2 veces en el segundo mejor quinteto de la NBA. (1992, 1997).
- 8 veces en el primer equipo defensivo (1992, 1993, 1994, 1995, 1996, 1997, 1998, 1999).
- 7 veces All-Star (1990, 1992, 1993, 1994, 1995, 1996, 1997).
  - MVP del All Star Game de la NBA (1994).
- Elegido uno de los 50 mejores jugadores de la historia de la NBA en 1996.
- Elegido en el Equipo del 75 aniversario de la NBA en 2021.